# Christuskirche (Teheran)
Die Christuskirche (persisch کلیسای مسیح تهران, ‚Kirche Christi Teherans‘), auch Deutsche Evangelische Kirche im Iran (کلیسای انجیلی آلمانی زبان در ایران), ist eine Kirche im Norden der iranischen Hauptstadt Teheran, die im Jahre 1962 fertiggestellt wurde. Sie wird von der Evangelischen Gemeinde Deutscher Sprache betrieben, seit einigen Jahren auch von der englischsprachigen Gemeinde International Christian Fellowship.

## Standort
Die Kirche steht im Stadtteil Gholhak an der Ostseite der Scheydayi-Straße (خیابان شیدایی, Nr. 123) etwas südlich der von dieser nach Osten abgehenden Sackgasse Morshed und etwas nördlich der gegenüber von West einmündenden Qavam-Straße, etwa 400 m östlich der Schariati-Allee und 600 m südöstlich des an letzterer gelegenen U-Bahnhofs Gholhak und rund 2 km nördlich der griechisch-orthodoxen Marienkirche.

## Geschichte
In den 1950er Jahren ließen sich im Iran zunehmend deutsche und Schweizer Kaufleute, Entwicklungshelfer und Diplomaten nieder, unter ihnen viele evangelische Christen. Im Jahre 1957 gründeten diese evangelischen Christen aus Westdeutschland und der Deutschschweiz, die aus beruflichen Gründen in Teheran lebten, die Evangelische Gemeinde Deutscher Sprache. In der Satzung der Gemeinde wurde 1958 festgelegt: „In der Evangelischen Gemeinde deutscher Sprache in Iran haben sich evangelische Christen zusammengeschlossen, damit unter ihnen das Evangelium gepredigt, die Sakramente verwaltet, die Jugend unterwiesen, Seelsorge geübt und der Dienst christlicher Liebe verwirklicht werde.“ 1962 wurden die Christuskirche der deutschsprachigen Gemeinde und das zugehörige Pfarrhaus im Teheraner Stadtteil Gholhak im Norden der Stadt fertiggestellt. Die Evangelische Kirche in Deutschland entsandte von nun an die für die Gemeinde in Teheran verantwortlichen Pfarrer. Um das Jahr 1962 lebten im Iran etwa 5000 Bundesbürger, und bis 1978 stieg diese Zahl auf rund 12.000 an. Nicht weit von der Christuskirche entstand die Deutsche Schule Teheran, die heutige Deutsche Botschaftsschule Teheran, die damals die größte westdeutsche Auslandsschule der Welt war. So wurde Gholhak seinerzeit auch als „das deutsche Viertel Teherans“ bezeichnet. Bis heute sind die Pfarrer der Gemeinde der Christuskirche für die Seelsorge in deutscher Sprache nicht nur für Iran, sondern für mehrere Länder auf der arabischen Halbinsel zuständig. Langjähriger Pfarrer der Kirche war Ingo Koll. Die Islamische Revolution 1979 und der nachfolgende iranisch-irakische Krieg von 1980 bis 1988 kehrten diese Entwicklung der wachsenden deutschsprachigen Gemeinde schlagartig und radikal um. Um das Jahr 2020 leben im Iran nach Schätzung der deutschsprachigen Gemeinde etwa 500 bis 700 Menschen deutscher Muttersprache.

## Architektur
Die Kirche ist im Stil der Moderne gebaut aus Backsteinen und ohne Kirchturm. Sie hat Platz für bis zu 120 Gottesdienstbesucher. Die Kirche hat einen Saal für die Gottesdienste mit etwa 100 Sitzplätzen und zusätzlich eine Empore, die 20 Personen aufnehmen kann, sowie einen Nebenraum, ebenfalls für 20 Personen. Außerdem gibt es im Kirchengebäude eine Bibliothek. Die Bilder im Altarraum der Kirche wurden vom Studienrat Hattendorff gemalt, der an der Deutschen Schule Teheran tätig war.

## Gemeindeleben
Die deutschsprachigen Christen in Teheran sind vor allem als Kaufleute in verschiedenen Firmen, als Diplomaten oder als Lehrer tätig, früher auch als Entwicklungshelfer. Es gibt in der Gemeinde auch einige deutsche Frauen, die mit Iranern verheiratet sind. Etwa 100 evangelische Christen sind in der Gemeinde der Christuskirche aktiv, unter ihnen viele Frauen.
Seit 2016 ist die Pfarrerin Kirsten Wolandt für die Gemeinde zuständig, deren Mann Matthias Wolandt, ebenfalls Theologe, in der Deutschen Botschaftsschule arbeitet.
Neben der deutschsprachigen Gemeinde ist in der Christuskirche seit einiger Zeit auch die englischsprachige Gemeinde International Christian Fellowship ansässig. Die Gottesdienste finden freitags statt, und zwar meistens um 10 Uhr und in deutscher Sprache. Am ersten Freitag im Monat findet der Gottesdienst jedoch auf Englisch statt, und am letzten Freitag im Monat erst abends um 18 Uhr.

## Evangelischer Friedhof Teheran
Der evangelische Friedhof Teheran liegt an der Ostseite der Straße Teheran-Schurabad, etwa 300 m westlich des Parks Atr-e Sib südlich der Stadt Teheran.
Der erste evangelische Friedhof in Teheran wurde 1890 in der Gegend von Akbarabad südlich von Teheran eröffnet. Während es in Urmia seit 1834, angefangen mit Justin Perkins, eine protestantische Mission unter Assyrern durch presbyterianische Missionare aus den Vereinigten Staaten gab, kam ein Großteil der Protestanten in Teheran aus dem Ausland. Der evangelische Friedhof wurde von einem Komitee gegründet, dem die Botschafter überwiegend protestantischer Länder gegründet. Durch das Wachstum Teherans lag der Friedhof bald im Stadtgebiet. Am 1. Juli 1970 wurde der neue evangelische Friedhof eröffnet und der bisherige Friedhof geschlossen. Bis zur Islamischen Revolution wurde der Friedhof von der Evangelisch-Presbyterianischen Kirche des Iran betrieben. Diese war jedoch ebenso wie die Anglikanische Kirche von Verfolgungen betroffen, da es in ihren Reihen einheimische Christen mit muslimischem Hintergrund gab, die hier Gottesdienste in Persischer Sprache besuchten. 1995 baten die Botschafter die evangelische Kirchengemeinde der Christuskirche darum, die Verwaltung des Friedhofs zu übernehmen, und das tat die deutschsprachige Gemeinde dann auch. Mit dem Fortgang eines Großteils der Ausländer aus Iran nahm auch die Anzahl der Beerdigungen stark ab, so dass die Finanzierung des Friedhofs immer schwieriger wurde.